# Patience (TV-serie)
Patience är en brittisk dramaserie vars första säsong hade premiär på Channel 4 den 8 januari 2025. Seriens andra säsong hade premiär i maj 2025 på samma kanal.

## Handling
Patience Evans är en ung autistisk kvinna som jobbar på arkivet på en polisstation i York. Hon är en självlärd kriminolog, men hennes talang går alla förbi. Tills den dag då ödet sammanför henne med kriminalinspektör Bea Metcalf som ser hennes potential.

## Rollista (i urval)
- Ella Maisy Purvis - Patience Evans
  - Ava-Grace Cook - Patience, som 11-åring
  - Oona Van Harneveldt - Patience, som 6-åring
- Laura Fraser - Bea Metcalf
- Mark Benton - Calvin Baxter
- Tom Lewis - Elliot Scott
- Liza Sadovy - Dr. Loretta Parsons
- Adrian Rawlins - Douglas Gilmour
- Jamie Maclachlan - George Evans